# NBA Playoffs 1987
Gli NBA Playoffs 1987 si conclusero con la vittoria dei Los Angeles Lakers (campioni della Western conference) che sconfissero i campioni della Eastern Conference, i Boston Celtics. Da citare il risultato dei Seattle SuperSonics, prima squadra della storia a disputare una finale di Conference pur qualificandosi ai Playoffs con il settimo record.

## Squadre qualificate

### Eastern Conference
1. Boston Celtics
2. Atlanta Hawks
3. Detroit Pistons
4. Milwaukee Bucks
5. Philadelphia 76ers
6. Washington Bullets
7. Indiana Pacers
8. Chicago Bulls

### Western Conference
1. L.A. Lakers
2. Dallas Mavericks
3. Portland T. Blazers
4. Utah Jazz
5. G.S. Warriors
6. Houston Rockets
7. Seattle S.Sonics
8. Denver Nuggets

## Tabellone
|  | Primo turno | Primo turno        | Primo turno      |                    |                     | Semifinali di conference | Semifinali di conference | Semifinali di conference |  |   | Finali di conference | Finali di conference | Finali di conference |  |    | Finali NBA    | Finali NBA | Finali NBA |
|  |             |                    |                  |                    |                     |                          |                          |                          |  |   |                      |                      |                      |  |    |               |            |            |
|  | 1           | L.A. Lakers *      | 3                |                    |                     |                          |                          |                          |  |   |                      |                      |                      |  |    |               |            |            |
|  | 8           | Denver Nuggets     | 0                |                    |                     |                          |                          |                          |  |   |                      |                      |                      |  |    |               |            |            |
|  | 8           | Denver Nuggets     | 0                |                    | 1                   | L.A. Lakers *            | 4                        |                          |  |   |                      |                      |                      |  |    |               |            |            |
|  |             |                    |                  |                    | 1                   | L.A. Lakers *            | 4                        |                          |  |   |                      |                      |                      |  |    |               |            |            |
|  |             | 5                  | G.S. Warriors    | 1                  |                     |                          |                          |                          |  |   |                      |                      |                      |  |    |               |            |            |
|  | 4           | 5                  | G.S. Warriors    | 1                  | Utah Jazz           | 2                        |                          |                          |  |   |                      |                      |                      |  |    |               |            |            |
|  | 4           |                    |                  |                    | Utah Jazz           | 2                        |                          |                          |  |   |                      |                      |                      |  |    |               |            |            |
|  | 5           | G.S. Warriors      | 3                |                    |                     |                          |                          |                          |  |   |                      |                      |                      |  |    |               |            |            |
|  | 5           | G.S. Warriors      | 3                |                    |                     |                          |                          |                          |  | 1 | L.A. Lakers *        | 4                    |                      |  |    |               |            |            |
|  |             |                    |                  | Western Conference |                     |                          |                          |                          |  | 1 | L.A. Lakers *        | 4                    |                      |  |    |               |            |            |
|  |             | 7                  | Seattle S.Sonics | 0                  |                     |                          |                          |                          |  |   |                      |                      |                      |  |    |               |            |            |
|  | 3           | 7                  | Seattle S.Sonics | 0                  | Portland T. Blazers | 1                        |                          |                          |  |   |                      |                      |                      |  |    |               |            |            |
|  | 3           |                    |                  |                    | Portland T. Blazers | 1                        |                          |                          |  |   |                      |                      |                      |  |    |               |            |            |
|  | 6           | Houston Rockets    | 3                |                    |                     |                          |                          |                          |  |   |                      |                      |                      |  |    |               |            |            |
|  | 6           | Houston Rockets    | 3                |                    | 6                   | Houston Rockets          | 2                        |                          |  |   |                      |                      |                      |  |    |               |            |            |
|  |             |                    |                  |                    | 6                   | Houston Rockets          | 2                        |                          |  |   |                      |                      |                      |  |    |               |            |            |
|  |             | 7                  | Seattle S.Sonics | 4                  |                     |                          |                          |                          |  |   |                      |                      |                      |  |    |               |            |            |
|  | 2           | 7                  | Seattle S.Sonics | 4                  | Dallas Mavericks *  | 1                        |                          |                          |  |   |                      |                      |                      |  |    |               |            |            |
|  | 2           |                    |                  |                    | Dallas Mavericks *  | 1                        |                          |                          |  |   |                      |                      |                      |  |    |               |            |            |
|  | 7           | Seattle S.Sonics   | 3                |                    |                     |                          |                          |                          |  |   |                      |                      |                      |  |    |               |            |            |
|  | 7           | Seattle S.Sonics   | 3                |                    |                     |                          |                          |                          |  |   |                      |                      |                      |  | W1 | L.A. Lakers * | 4          |            |
|  |             |                    |                  |                    |                     |                          |                          |                          |  |   |                      |                      |                      |  | W1 | L.A. Lakers * | 4          |            |
|  |             | E1                 | Boston Celtics * | 2                  |                     |                          |                          |                          |  |   |                      |                      |                      |  |    |               |            |            |
|  | 1           | E1                 | Boston Celtics * | 2                  | Boston Celtics *    | 3                        |                          |                          |  |   |                      |                      |                      |  |    |               |            |            |
|  | 1           |                    |                  |                    | Boston Celtics *    | 3                        |                          |                          |  |   |                      |                      |                      |  |    |               |            |            |
|  | 8           | Chicago Bulls      | 0                |                    |                     |                          |                          |                          |  |   |                      |                      |                      |  |    |               |            |            |
|  | 8           | Chicago Bulls      | 0                |                    | 1                   | Boston Celtics *         | 4                        |                          |  |   |                      |                      |                      |  |    |               |            |            |
|  |             |                    |                  |                    | 1                   | Boston Celtics *         | 4                        |                          |  |   |                      |                      |                      |  |    |               |            |            |
|  |             | 4                  | Milwaukee Bucks  | 3                  |                     |                          |                          |                          |  |   |                      |                      |                      |  |    |               |            |            |
|  | 4           | 4                  | Milwaukee Bucks  | 3                  | Milwaukee Bucks     | 3                        |                          |                          |  |   |                      |                      |                      |  |    |               |            |            |
|  | 4           |                    |                  |                    | Milwaukee Bucks     | 3                        |                          |                          |  |   |                      |                      |                      |  |    |               |            |            |
|  | 5           | Philadelphia 76ers | 2                |                    |                     |                          |                          |                          |  |   |                      |                      |                      |  |    |               |            |            |
|  | 5           | Philadelphia 76ers | 2                |                    |                     |                          |                          |                          |  | 1 | Boston Celtics *     | 4                    |                      |  |    |               |            |            |
|  |             |                    |                  | Eastern Conference |                     |                          |                          |                          |  | 1 | Boston Celtics *     | 4                    |                      |  |    |               |            |            |
|  |             | 3                  | Detroit Pistons  | 3                  |                     |                          |                          |                          |  |   |                      |                      |                      |  |    |               |            |            |
|  | 3           | 3                  | Detroit Pistons  | 3                  | Detroit Pistons     | 3                        |                          |                          |  |   |                      |                      |                      |  |    |               |            |            |
|  | 3           |                    |                  |                    | Detroit Pistons     | 3                        |                          |                          |  |   |                      |                      |                      |  |    |               |            |            |
|  | 6           | Washington Bullets | 0                |                    |                     |                          |                          |                          |  |   |                      |                      |                      |  |    |               |            |            |
|  | 6           | Washington Bullets | 0                |                    | 3                   | Detroit Pistons          | 4                        |                          |  |   |                      |                      |                      |  |    |               |            |            |
|  |             |                    |                  |                    | 3                   | Detroit Pistons          | 4                        |                          |  |   |                      |                      |                      |  |    |               |            |            |
|  |             | 2                  | Atlanta Hawks *  | 1                  |                     |                          |                          |                          |  |   |                      |                      |                      |  |    |               |            |            |
|  | 2           | 2                  | Atlanta Hawks *  | 1                  | Atlanta Hawks *     | 3                        |                          |                          |  |   |                      |                      |                      |  |    |               |            |            |
|  | 2           |                    |                  |                    | Atlanta Hawks *     | 3                        |                          |                          |  |   |                      |                      |                      |  |    |               |            |            |
|  | 7           | Indiana Pacers     | 1                |                    |                     |                          |                          |                          |  |   |                      |                      |                      |  |    |               |            |            |

Legenda
- * Vincitore Division
- "Grassetto" Vincitore serie
- "Corsivo" Squadra con fattore campo

## Eastern Conference

### Primo turno

#### (1) Boston Celtics - (8) Chicago Bulls
RISULTATO FINALE: 3-0
| Arbitri: | Jack Madden Tommy Nunez Sr. Mike Lauerman |

|              |          |              |
| K. McHale 21 | Punti    | M. Jordan 35 |
| L. Bird 13   | Assist   | M. Jordan 7  |
| R. Parish 11 | Rimbalzi | C. Oakley 12 |

| Arbitri: | Ed T. Rush Lee Jones |

|                         |          |                         |
| L. Bird 29              | Punti    | M. Jordan 42            |
| L. Bird 8               | Assist   | M. Jordan, S. Threatt 4 |
| K. McHale, R. Parish 10 | Rimbalzi | C. Oakley 15            |

| Arbitri: | Hugh Evans John Vanak |

|              |          |               |
| M. Jordan 30 | Punti    | L. Bird 32    |
| M. Jordan 7  | Assist   | D. Johnson 10 |
| C. Oakley 19 | Rimbalzi | L. Bird 14    |

PRECEDENTI IN REGULAR SEASON
| Regular Season 1986-87 | Boston Celtics | 6 – 0 | Chicago Bulls | Referto 1 - Referto 2 - Referto 3 - Referto 4, Referto 5 - Referto 6 |
| Chicago Bulls 98 Boston Celtics 113 Chicago Bulls 97 Boston Celtics 132 Chicago Bulls 106 Boston Celtics 108 Punti 110 Boston Celtics 99 Chicago Bulls 105 Boston Celtics 103 Chicago Bulls 111 Boston Celtics 105 Chicago Bulls |                | |               |                                                                      |
| |                | |               |                                                                      |
| Chicago Bulls 98 Boston Celtics 113 Chicago Bulls 97 Boston Celtics 132 Chicago Bulls 106 Boston Celtics 108 | Punti          | 110 Boston Celtics 99 Chicago Bulls 105 Boston Celtics 103 Chicago Bulls 111 Boston Celtics 105 Chicago Bulls |               |                                                                      |

PRECEDENTI NEI PLAYOFF
|  | Boston Celtics (1981, 1986) | 2 – 0 | Chicago Bulls |  |

#### (2) Atlanta Hawks - (7) Indiana Pacers
RISULTATO FINALE: 3-1
| Arbitri: | Ed T. Rush Hue Hollins |

|               |          |                   |
| D. Wilkins 35 | Punti    | S. Stipanovich 22 |
| S. Webb 9     | Assist   | V. Fleming 6      |
| T. Rollins 11 | Rimbalzi | S. Stipanovich 13 |

| Arbitri: | Earl Strom Tommy Nunez Sr. |

|               |          |                           |
| D. Wilkins 43 | Punti    | C. Person 24              |
| S. Webb 14    | Assist   | H. Williams, V. Fleming 4 |
| K. Willis 10  | Rimbalzi | H. Williams 8             |

| Arbitri: | Jack Madden Mike Mathis |

|              |          |               |
| C. Person 23 | Punti    | D. Wilkins 22 |
| C. Person 7  | Assist   | D. Rivers 10  |
| C. Person 17 | Rimbalzi | K. Willis 7   |

| Arbitri: | Jess Kersey Joey Crawford Lee Jones |

|               |          |               |
| C. Person 40  | Punti    | D. Wilkins 30 |
| V. Fleming 8  | Assist   | D. Rivers 15  |
| V. Fleming 11 | Rimbalzi | D. Wilkins 9  |

PRECEDENTI IN REGULAR SEASON
| Regular Season 1986-87 | Atlanta Hawks | 3 – 3 | Indiana Pacers | Referto 1 - Referto 2 - Referto 3 - Referto 4, Referto 5 - Referto 6 |
| Indiana Pacers 119 Atlanta Hawks 114 Atlanta Hawks 105 Indiana Pacers 108 Atlanta Hawks 114 Indiana Pacers 101 Punti 113 Atlanta Hawks 98 Indiana Pacers 107 Indiana Pacers 109 Atlanta Hawks 120 Indiana Pacers 102 Atlanta Hawks |               | |                |                                                                      |
| |               | |                |                                                                      |
| Indiana Pacers 119 Atlanta Hawks 114 Atlanta Hawks 105 Indiana Pacers 108 Atlanta Hawks 114 Indiana Pacers 101 | Punti         | 113 Atlanta Hawks 98 Indiana Pacers 107 Indiana Pacers 109 Atlanta Hawks 120 Indiana Pacers 102 Atlanta Hawks |                |                                                                      |

PRECEDENTI NEI PLAYOFF

Si è trattata della prima sfida tra le due squadre ai playoff.

#### (3) Detroit Pistons - (6) Washington Bullets
RISULTATO FINALE: 3-0
| Arbitri: | Earl Strom Bill Oakes Tommy Nunez Sr. |

|                           |          |                           |
| I. Thomas 34              | Punti    | T. Catledge 24            |
| I. Thomas 9               | Assist   | M. Malone 3               |
| B. Laimbeer, D. Rodman 10 | Rimbalzi | T. Catledge, M. Malone 12 |

| Arbitri: | Darell Garretson Hue Hollins Bernie Fryer |

|               |          |                |
| A. Dantley 24 | Punti    | T. Catledge 19 |
| V. Johnson 13 | Assist   | E. Whatley 4   |
| B. Laimbeer 9 | Rimbalzi | M. Malone 10   |

| Arbitri: | Paul Mihalak Jess Kersey James Capers Sr. |

|              |          |                           |
| M. Malone 31 | Punti    | A. Dantley, V. Johnson 21 |
| M. Adams 8   | Assist   | I. Thomas 10              |
| M. Malone 16 | Rimbalzi | R. Mahorn 12              |

PRECEDENTI IN REGULAR SEASON
| Regular Season 1986-87 | Detroit Pistons | 3 – 3 | Washington Bullets | Referto 1 - Referto 2 - Referto 3 - Referto 4, Referto 5 - Referto 6 |
| Detroit Pistons 109 Washington Bullets 119 Detroit Pistons 115 Washington Bullets 105 Detroit Pistons 112 Washington Bullets 103 Punti 85 Washington Bullets 105 Detroit Pistons 116 Washington Bullets 107 Detroit Pistons 101 Washington Bullets 98 Detroit Pistons |                 | |                    |                                                                      |
| |                 | |                    |                                                                      |
| Detroit Pistons 109 Washington Bullets 119 Detroit Pistons 115 Washington Bullets 105 Detroit Pistons 112 Washington Bullets 103 | Punti           | 85 Washington Bullets 105 Detroit Pistons 116 Washington Bullets 107 Detroit Pistons 101 Washington Bullets 98 Detroit Pistons |                    |                                                                      |

PRECEDENTI NEI PLAYOFF

Si è trattata della prima sfida tra le due squadre ai playoff.

#### (4) Milwaukee Bucks - (5) Philadelphia 76ers
RISULTATO FINALE: 3-2
| Arbitri: | Darell Garretson Lee Jones |

|                |          |                       |
| T. Cummings 21 | Punti    | C. Barkley 21         |
| P. Pressey 10  | Assist   | M. Cheeks, A. Toney 9 |
| J. Sikma 11    | Rimbalzi | C. Barkley 13         |

| Arbitri: | Mike Mathis Jess Kersey |

|              |          |               |
| R. Pierce 24 | Punti    | R. Hinson 28  |
| P. Pressey 9 | Assist   | M. Cheeks 11  |
| R. Breuer 9  | Rimbalzi | C. Barkley 15 |

| Filadelfia 29 aprile 1987 Gara 3                                                                                | Philadelphia 76ers | 120 – 121 (25-25, 32-23, 38-37, 25-36) referto | Milwaukee Bucks | Spectrum Arena (14.361 spett.) |
| C. Barkley 39 Punti T. Cummings 26 M. Cheeks , A. Toney 8 Assist J. Lucas 9 C. Robinson 10 Rimbalzi J. Sikma 12 |                    |                                                |                 |                                |
| |                    |                                                |                 |                                |
| C. Barkley 39                                                                                                   | Punti              | T. Cummings 26                                 |                 |                                |
| M. Cheeks, A. Toney 8                                                                                           | Assist             | J. Lucas 9                                     |                 |                                |
| C. Robinson 10                                                                                                  | Rimbalzi           | J. Sikma 12                                    |                 |                                |

| Arbitri: | Jack Madden Paul Mihalak |

|               |          |                |
| C. Barkley 25 | Punti    | T. Cummings 29 |
| M. Cheeks 11  | Assist   | J. Lucas 10    |
| C. Barkley 13 | Rimbalzi | J. Sikma 9     |

| Arbitri: | Earl Strom Ed T. Rush |

|              |          |                         |
| J. Sikma 18  | Punti    | J. Erving 24            |
| P. Pressey 9 | Assist   | M. Cheeks, D. Wingate 5 |
| J. Sikma 21  | Rimbalzi | C. Barkley 13           |

PRECEDENTI IN REGULAR SEASON
| Regular Season 1986-87 | Milwaukee Bucks | 2 – 3 | Philadelphia 76ers | Referto 1 - Referto 2 - Referto 3 - Referto 4, Referto 5 |
| Philadelphia 76ers 107 (1 t.s.) Philadelphia 76ers 115 Milwaukee Bucks 103 Milwaukee Bucks 102 Milwaukee Bucks 128 Punti 101 Milwaukee Bucks 110 Milwaukee Bucks 91 Philadelphia 76ers 105 Philadelphia 76ers 95 Philadelphia 76ers |                 | |                    |                                                          |
| |                 | |                    |                                                          |
| Philadelphia 76ers 107 (1 t.s.) Philadelphia 76ers 115 Milwaukee Bucks 103 Milwaukee Bucks 102 Milwaukee Bucks 128 | Punti           | 101 Milwaukee Bucks 110 Milwaukee Bucks 91 Philadelphia 76ers 105 Philadelphia 76ers 95 Philadelphia 76ers |                    |                                                          |

PRECEDENTI NEI PLAYOFF
|  | Milwaukee Bucks (1970, 1986) | 2 – 4 | Philadelphia 76ers (1981, 1982, 1983, 1985) |  |

### Semifinali

#### (1) Boston Celtics - (4) Milwaukee Bucks
RISULTATO FINALE: 4-3
| Arbitri: | Joey Crawford Mike Mathis Dick Bavetta |

|                       |          |                |
| L. Bird 40            | Punti    | T. Cummings 28 |
| L. Bird, D. Johnson 7 | Assist   | P. Pressey 8   |
| R. Parish 12          | Rimbalzi | T. Cummings 12 |

| Arbitri: | Ed Middleton Hugh Evans Jack Nies |

|                      |          |                |
| L. Bird, D. Ainge 30 | Punti    | T. Cummings 28 |
| D. Johnson 10        | Assist   | P. Pressey 6   |
| L. Bird 10           | Rimbalzi | J. Sikma 14    |

| Arbitri: | Jack Madden Bill Saar |

|                |          |               |
| J. Lucas 30    | Punti    | D. Johnson 32 |
| P. Pressey 7   | Assist   | D. Johnson 14 |
| T. Cummings 12 | Rimbalzi | R. Parish 16  |

| Arbitri: | Hue Hollins Jess Kersey |

|                |          |               |
| T. Cummings 31 | Punti    | L. Bird 42    |
| P. Pressey 11  | Assist   | D. Johnson 12 |
| T. Cummings 11 | Rimbalzi | K. McHale 9   |

| Arbitri: | Paul Mihalak Jake O'Donnell |

|              |          |                         |
| R. Parish 30 | Punti    | S. Moncrief 33          |
| L. Bird 12   | Assist   | P. Pressey 10           |
| R. Parish 16 | Rimbalzi | T. Cummings, J. Sikma 9 |

| Arbitri: | Earl Strom Darell Garretson Joey Crawford |

|                |          |               |
| S. Moncrief 34 | Punti    | D. Johnson 25 |
| P. Pressey 11  | Assist   | D. Johnson 14 |
| T. Cummings 11 | Rimbalzi | K. McHale 16  |

| Arbitri: | Ed T. Rush Hugh Evans |

|               |          |               |
| L. Bird 31    | Punti    | P. Pressey 28 |
| D. Johnson 10 | Assist   | P. Pressey 8  |
| R. Parish 19  | Rimbalzi | J. Sikma 10   |

PRECEDENTI IN REGULAR SEASON
| Regular Season 1986-87 | Boston Celtics | 3 – 3 | Milwaukee Bucks | Referto 1 - Referto 2 - Referto 3 - Referto 4, Referto 5 - Referto 6 |
| Milwaukee Bucks 111 Boston Celtics 124 Milwaukee Bucks 120 Boston Celtics 119 Milwaukee Bucks 123 Boston Celtics 120 Punti 105 Boston Celtics 116 Milwaukee Bucks 100 Boston Celtics 92 Milwaukee Bucks 115 Boston Celtics 102 Milwaukee Bucks |                | |                 |                                                                      |
| |                | |                 |                                                                      |
| Milwaukee Bucks 111 Boston Celtics 124 Milwaukee Bucks 120 Boston Celtics 119 Milwaukee Bucks 123 Boston Celtics 120 | Punti          | 105 Boston Celtics 116 Milwaukee Bucks 100 Boston Celtics 92 Milwaukee Bucks 115 Boston Celtics 102 Milwaukee Bucks |                 |                                                                      |

PRECEDENTI NEI PLAYOFF
|  | Boston Celtics (1974, 1984, 1986) | 3 – 1 | Milwaukee Bucks (1983) |  |

#### (2) Atlanta Hawks - (3) Detroit Pistons
RISULTATO FINALE: 1-4
| Atlanta 3 maggio 1987 Gara 1                                                                        | Atlanta Hawks | 111 – 112 (26-27, 31-29, 28-29, 26-27) referto | Detroit Pistons | Omni Coliseum (14.361 spett.) |
| K. Willis 22 Punti I. Thomas 30 D. Rivers 14 Assist I. Thomas 10 K. Willis 10 Rimbalzi D. Rodman 10 |               |                                                |                 |                               |
| |               |                                                |                 |                               |
| K. Willis 22                                                                                        | Punti         | I. Thomas 30                                   |                 |                               |
| D. Rivers 14                                                                                        | Assist        | I. Thomas 10                                   |                 |                               |
| K. Willis 10                                                                                        | Rimbalzi      | D. Rodman 10                                   |                 |                               |

| Arbitri: | Darell Garretson Bennett Salvatore Jack Nies |

|               |          |                           |
| R. Wittman 34 | Punti    | I. Thomas, B. Laimbeer 20 |
| D. Rivers 14  | Assist   | I. Thomas 6               |
| K. Willis 10  | Rimbalzi | B. Laimbeer 12            |

| Arbitri: | Hue Hollins Hugh Evans Ed Middleton |

|              |          |              |
| I. Thomas 35 | Punti    | K. Willis 26 |
| I. Thomas 8  | Assist   | D. Rivers 8  |
| D. Rodman 9  | Rimbalzi | K. Willis 12 |

| Arbitri: | Earl Strom Ed Middleton |

|              |          |                          |
| I. Thomas 31 | Punti    | D. Wilkins, J. Battle 19 |
| J. Dumars 5  | Assist   | D. Rivers 7              |
| R. Mahorn 17 | Rimbalzi | D. Wilkins 9             |

| Arbitri: | Jack Madden Mike Mathis Bill Oakes |

|               |          |              |
| D. Wilkins 26 | Punti    | J. Dumars 21 |
| D. Rivers 15  | Assist   | I. Thomas 12 |
| D. Wilkins 12 | Rimbalzi | R. Mahorn 16 |

PRECEDENTI IN REGULAR SEASON
| Regular Season 1986-87 | Atlanta Hawks | 3 – 3 | Detroit Pistons | Referto 1 - Referto 2 - Referto 3 - Referto 4, Referto 5 - Referto 6 |
| Detroit Pistons 100 Atlanta Hawks 100 Detroit Pistons 108 Atlanta Hawks 107 Detroit Pistons 102 Atlanta Hawks 101 Punti 105 Atlanta Hawks 111 Detroit Pistons 98 Atlanta Hawks 103 Detroit Pistons 97 Atlanta Hawks 99 Detroit Pistons |               | |                 |                                                                      |
| |               | |                 |                                                                      |
| Detroit Pistons 100 Atlanta Hawks 100 Detroit Pistons 108 Atlanta Hawks 107 Detroit Pistons 102 Atlanta Hawks 101 | Punti         | 105 Atlanta Hawks 111 Detroit Pistons 98 Atlanta Hawks 103 Detroit Pistons 97 Atlanta Hawks 99 Detroit Pistons |                 |                                                                      |

PRECEDENTI NEI PLAYOFF
|  | Atlanta Hawks (1958, 1963, 1986) | 3 – 1 | Detroit Pistons (1956) |  |

### Finale

#### (1) Boston Celtics - (3) Detroit Pistons
RISULTATO FINALE: 4-3
| Arbitri: | Joey Crawford Paul Mihalak |

|              |          |              |
| R. Parish 31 | Punti    | I. Thomas 18 |
| L. Bird 11   | Assist   | I. Thomas 10 |
| L. Bird 16   | Rimbalzi | R. Mahorn 11 |

| Arbitri: | Earl Strom Bill Saar Hue Hollins |

|                      |          |                |
| L. Bird 31           | Punti    | I. Thomas 36   |
| L. Bird 12           | Assist   | B. Laimbeer 17 |
| L. Bird, R. Parish 9 | Rimbalzi | B. Laimbeer 16 |

| Arbitri: | Darell Garretson Hue Hollins |

|               |          |               |
| A. Dantley 25 | Punti    | S. Vincent 18 |
| V. Johnson 8  | Assist   | D. Johnson 8  |
| R. Mahorn 12  | Rimbalzi | L. Bird 11    |

| Pontiac 24 maggio 1987 Gara 4                                                                                     | Detroit Pistons | 145 – 119 (31-25, 31-33, 42-30, 41-31) referto | Boston Celtics | Silverdome (27.387 spett.) |
| A. Dantley 32 Punti S. Vincent 18 I. Thomas , J. Dumars 8 Assist S. Vincent 7 B. Laimbeer 13 Rimbalzi K. McHale 9 |                 |                                                |                |                            |
| |                 |                                                |                |                            |
| A. Dantley 32 | Punti           | S. Vincent 18                                  |                |                            |
| I. Thomas, J. Dumars 8                                                                                            | Assist          | S. Vincent 7                                   |                |                            |
| B. Laimbeer 13 | Rimbalzi        | K. McHale 9                                    |                |                            |

| Arbitri: | Jack Madden Jess Kersey |

|            |          |                |
| L. Bird 36 | Punti    | A. Dantley 25  |
| L. Bird 9  | Assist   | I. Thomas 11   |
| L. Bird 12 | Rimbalzi | B. Laimbeer 14 |

| Arbitri: | Ed T. Rush Joey Crawford Bill Saar |

|                           |          |               |
| V. Johnson, A. Dantley 24 | Punti    | L. Bird 35    |
| I. Thomas 9               | Assist   | D. Johnson 11 |
| R. Mahorn 18              | Rimbalzi | K. McHale 12  |

| Arbitri: | Darell Garretson Earl Strom |

|               |          |                |
| L. Bird 37    | Punti    | J. Dumars 35   |
| D. Johnson 11 | Assist   | I. Thomas 9    |
| R. Parish 11  | Rimbalzi | B. Laimbeer 13 |

PRECEDENTI IN REGULAR SEASON
| Regular Season 1986-87 | Boston Celtics | 3 – 2                                                                                            | Detroit Pistons | Referto 1 - Referto 2 - Referto 3 - Referto 4, Referto 5 |
| Detroit Pistons 111 Detroit Pistons 118 Boston Celtics 112 (1 t.s.) Detroit Pistons 122 (1 t.s.) Boston Celtics 119 Punti 118 Boston Celtics 101 Boston Celtics 102 Detroit Pistons 119 Boston Celtics 115 Detroit Pistons |                |                                                                                                  |                 |                                                          |
| |                |                                                                                                  |                 |                                                          |
| Detroit Pistons 111 Detroit Pistons 118 Boston Celtics 112 (1 t.s.) Detroit Pistons 122 (1 t.s.) Boston Celtics 119 | Punti          | 118 Boston Celtics 101 Boston Celtics 102 Detroit Pistons 119 Boston Celtics 115 Detroit Pistons |                 |                                                          |

PRECEDENTI NEI PLAYOFF
|  | Boston Celtics (1968, 1985) | 2 – 0 | Detroit Pistons |  |

## Western Conference

### Primo turno

#### (1) Los Angeles Lakers - (8) Denver Nuggets
RISULTATO FINALE: 3-0
| Arbitri: | Jack Nies Jake O'Donnell Bernie Fryer |

|               |          |                 |
| J. Worthy 28  | Punti    | B. Rasmussen 26 |
| M. Johnson 14 | Assist   | F. Lever 9      |
| M. Thompson 9 | Rimbalzi | B. Rasmussen 13 |

| Arbitri: | Hugh Evans Bill Saar Ronnie Nunn |

|                    |          |             |
| K. Abdul-Jabbar 28 | Punti    | F. Lever 26 |
| M. Johnson 15      | Assist   | F. Lever 9  |
| A. C. Green 13     | Rimbalzi | F. Lever 10 |

| Arbitri: | Joey Crawford Hue Hollins Mike Lauerman |

|               |          |                |
| A. English 25 | Punti    | B. Scott 25    |
| A. English 6  | Assist   | M. Johnson 14  |
| W. Cooper 12  | Rimbalzi | A. C. Green 10 |

PRECEDENTI IN REGULAR SEASON
| Regular Season 1986-87 | L.A. Lakers | 5 – 0                                                                                                  | Denver Nuggets | Referto 1 - Referto 2 - Referto 3 - Referto 4, Referto 5 |
| Los Angeles Lakers 138 Los Angeles Lakers 147 Denver Nuggets 122 Los Angeles Lakers 143 Denver Nuggets 118 Punti 116 Denver Nuggets 109 Denver Nuggets 128 Los Angeles Lakers 107 Denver Nuggets 126 Los Angeles Lakers |             | |                |                                                          |
| |             | |                |                                                          |
| Los Angeles Lakers 138 Los Angeles Lakers 147 Denver Nuggets 122 Los Angeles Lakers 143 Denver Nuggets 118 | Punti       | 116 Denver Nuggets 109 Denver Nuggets 128 Los Angeles Lakers 107 Denver Nuggets 126 Los Angeles Lakers |                |                                                          |

PRECEDENTI NEI PLAYOFF
|  | L.A. Lakers (1979, 1985) | 2 – 0 | Denver Nuggets |  |

#### (2) Dallas Mavericks - (7) Seattle SuperSonics
RISULTATO FINALE: 1-3
| Arbitri: | John Vanak Jess Kersey Bruce Alexander |

|               |          |                |
| M. Aguirre 28 | Punti    | T. Chambers 35 |
| B. Davis 9    | Assist   | X. McDaniel 7  |
| R. Tarpley 11 | Rimbalzi | X. McDaniel 13 |

| Arbitri: | Jack Madden Paul Mihalak Bernie Fryer |

|               |          |               |
| M. Aguirre 28 | Punti    | D. Ellis 32   |
| D. Harper 8   | Assist   | N. McMillan 8 |
| R. Tarpley 8  | Rimbalzi | X. McDaniel 9 |

| Arbitri: | Joey Crawford Bill Saar Bennett Salvatore |

|               |          |               |
| D. Ellis 43   | Punti    | D. Harper 30  |
| N. McMillan 9 | Assist   | D. Harper 8   |
| D. Ellis 14   | Rimbalzi | S. Perkins 11 |

| Arbitri: | Earl Strom Tommy Nunez Sr. Bill Oakes |

|                         |          |                |
| T. Chambers 31          | Punti    | R. Blackman 25 |
| N. McMillan 9           | Assist   | D. Harper 5    |
| T. Chambers, D. Ellis 9 | Rimbalzi | R. Tarpley 9   |

PRECEDENTI IN REGULAR SEASON
| Regular Season 1986-87 | Dallas Mavericks | 5 – 0 | Seattle S.Sonics | Referto 1 - Referto 2 - Referto 3 - Referto 4, Referto 5 |
| Seattle SuperSonics 124 Seattle SuperSonics 109 Dallas Mavericks 117 Dallas Mavericks 124 Dallas Mavericks 130 Punti 147 Dallas Mavericks 126 Dallas Mavericks 107 Seattle SuperSonics 94 Seattle SuperSonics 117 Seattle SuperSonics |                  | |                  |                                                          |
| |                  | |                  |                                                          |
| Seattle SuperSonics 124 Seattle SuperSonics 109 Dallas Mavericks 117 Dallas Mavericks 124 Dallas Mavericks 130 | Punti            | 147 Dallas Mavericks 126 Dallas Mavericks 107 Seattle SuperSonics 94 Seattle SuperSonics 117 Seattle SuperSonics |                  |                                                          |

PRECEDENTI NEI PLAYOFF
|  | Dallas Mavericks (1984) | 1 – 0 | Seattle S.Sonics |  |

#### (3) Portland Trail Blazers - (6) Houston Rockets
RISULTATO FINALE: 1-3
| Arbitri: | Dick Bavetta Jake O'Donnell Jack Nies |

|                  |          |                |
| K. VanDeWeghe 30 | Punti    | H. Olajuwon 30 |
| T. Porter 11     | Assist   | A. Leavell 10  |
| C. Drexler 13    | Rimbalzi | H. Olajuwon 10 |

| Arbitri: | Joey Crawford Bill Saar Bennett Salvatore |

|               |          |                           |
| C. Drexler 32 | Punti    | A. Leavell, R. Sampson 28 |
| T. Porter 15  | Assist   | A. Leavell 8              |
| T. Porter 8   | Rimbalzi | R. McCray, S. Johnson 12  |

| Arbitri: | Ed T. Rush Mike Mathis James Capers Sr. |

|                |          |                         |
| H. Olajuwon 35 | Punti    | C. Drexler 26           |
| A. Leavell 13  | Assist   | T. Porter 8             |
| H. Olajuwon 11 | Rimbalzi | S. Johnson, C. Jones 10 |

| Arbitri: | Darell Garretson Ed Middleton Bernie Fryer |

|                          |          |                  |
| H. Olajuwon 27           | Punti    | K. VanDeWeghe 27 |
| A. Leavell 8             | Assist   | T. Porter 6      |
| R. McCray, R. Sampson 10 | Rimbalzi | S. Johnson 9     |

PRECEDENTI IN REGULAR SEASON
| Regular Season 1986-87 | Portland T. Blazers | 3 – 2 | Houston Rockets | Referto 1 - Referto 2 - Referto 3 - Referto 4, Referto 5 |
| Houston Rockets 111 Portland Trail Blazers 115 Portland Trail Blazers 119 Houston Rockets 119 Portland Trail Blazers 108 Punti 115 Portland Trail Blazers (1 t.s.) 112 Houston Rockets 93 Houston Rockets 104 Portland Trail Blazers 114 Houston Rockets |                     | |                 |                                                          |
| |                     | |                 |                                                          |
| Houston Rockets 111 Portland Trail Blazers 115 Portland Trail Blazers 119 Houston Rockets 119 Portland Trail Blazers 108 | Punti               | 115 Portland Trail Blazers (1 t.s.) 112 Houston Rockets 93 Houston Rockets 104 Portland Trail Blazers 114 Houston Rockets |                 |                                                          |

PRECEDENTI NEI PLAYOFF

Si è trattata della prima sfida tra le due squadre ai playoff.

#### (4) Utah Jazz - (5) Golden State Warriors
RISULTATO FINALE: 2-3
| Arbitri: | Hugh Evans Ed Middleton Ronnie Nunn |

|                         |          |                     |
| K. Malone, T. Bailey 20 | Punti    | J. Barry Carroll 18 |
| R. Green 15             | Assist   | S. Floyd 8          |
| M. Eaton 15             | Rimbalzi | J. Barry Carroll 9  |

| Salt Lake City 25 aprile 1987 Gara 2                                                                                   | Utah Jazz | 103 – 100 (28-18, 35-28, 15-30, 25-24) referto | G.S. Warriors | Salt Palace arena (12.095 spett.) |
| D. Griffith 25 Punti J. Barry Carroll 22 J. Stockton , B. Hansen 5 Assist S. Floyd 9 K. Malone 13 Rimbalzi L. Smith 12 |           |                                                |               |                                   |
| |           |                                                |               |                                   |
| D. Griffith 25 | Punti     | J. Barry Carroll 22                            |               |                                   |
| J. Stockton, B. Hansen 5                                                                                               | Assist    | S. Floyd 9                                     |               |                                   |
| K. Malone 13 | Rimbalzi  | L. Smith 12                                    |               |                                   |

| Arbitri: | Earl Strom Bill Oakes Bennett Salvatore |

|              |          |                |
| T. Teagle 30 | Punti    | K. Tripucka 16 |
| S. Floyd 8   | Assist   | J. Stockton 8  |
| L. Smith 17  | Rimbalzi | K. Malone 9    |

| Arbitri: | Ed T. Rush Hue Hollins Tommy Nunez Sr. |

|             |          |                         |
| P. Short 32 | Punti    | K. Malone, B. Hansen 20 |
| S. Floyd 11 | Assist   | J. Stockton 11          |
| L. Smith 8  | Rimbalzi | M. Eaton 9              |

| Arbitri: | Jack Madden Jess Kersey |

|                |          |                     |
| K. Malone 23   | Punti    | J. Barry Carroll 24 |
| J. Stockton 13 | Assist   | S. Floyd 14         |
| M. Eaton 10    | Rimbalzi | L. Smith 14         |

PRECEDENTI IN REGULAR SEASON
| Regular Season 1986-87 | Utah Jazz | 3 – 2                                                                                         | G.S. Warriors | Referto 1 - Referto 2 - Referto 3 - Referto 4, Referto 5 |
| Golden State Warriors 111 Utah Jazz 123 Utah Jazz 118 Golden State Warriors 116 Golden State Warriors 107 Punti 106 Utah Jazz 100 Golden State Warriors 103 Golden State Warriors 110 Utah Jazz 109 Utah Jazz |           |                                                                                               |               |                                                          |
| |           |                                                                                               |               |                                                          |
| Golden State Warriors 111 Utah Jazz 123 Utah Jazz 118 Golden State Warriors 116 Golden State Warriors 107 | Punti     | 106 Utah Jazz 100 Golden State Warriors 103 Golden State Warriors 110 Utah Jazz 109 Utah Jazz |               |                                                          |

PRECEDENTI NEI PLAYOFF

Si è trattata della prima sfida tra le due squadre ai playoff.

### Semifinali

#### (1) Los Angeles Lakers - (5) Golden State Warriors
RISULTATO FINALE: 4-1
| Inglewood 5 maggio 1987 Gara 1                                                                            | L.A. Lakers | 125 – 116 (30-29, 25-33, 49-23, 21-31) referto | G.S. Warriors | The Forum (17.505 spett.) |
| J. Worthy 28 Punti J. Barry Carroll 22 M. Johnson 14 Assist L. Smith 11 M. Johnson 12 Rimbalzi L. Smith 7 |             |                                                |               |                           |
| |             |                                                |               |                           |
| J. Worthy 28                                                                                              | Punti       | J. Barry Carroll 22                            |               |                           |
| M. Johnson 14                                                                                             | Assist      | L. Smith 11                                    |               |                           |
| M. Johnson 12                                                                                             | Rimbalzi    | L. Smith 7                                     |               |                           |

| Arbitri: | Darell Garretson Bill Oakes John Vanak |

|                                          |          |                     |
| K. Abdul-Jabbar 25                       | Punti    | J. Barry Carroll 22 |
| M. Cooper 12                             | Assist   | S. Floyd 12         |
| K. Abdul-Jabbar, M. Johnson, M. Cooper 8 | Rimbalzi | L. Smith 13         |

| Arbitri: | Joey Crawford Mike Mathis Paul Mihalak |

|                     |          |                |
| J. Barry Carroll 23 | Punti    | J. Worthy 28   |
| S. Floyd 12         | Assist   | M. Johnson 14  |
| L. Smith 15         | Rimbalzi | M. Thompson 12 |

| Arbitri: | Ed T. Rush Paul Mihalak John Vanak |

|             |          |              |
| S. Floyd 51 | Punti    | B. Scott 28  |
| S. Floyd 10 | Assist   | M. Cooper 10 |
| L. Smith 16 | Rimbalzi | A. Green 9   |

| Arbitri: | Earl Strom Hue Hollins Tommy Nunez Sr. |

|                   |          |             |
| J. Worthy 23      | Punti    | P. Short 20 |
| M. Johnson 13     | Assist   | S. Floyd 11 |
| K. Abdul-Jabbar 9 | Rimbalzi | L. Smith 23 |

PRECEDENTI IN REGULAR SEASON
| Regular Season 1986-87 | L.A. Lakers | 4 – 2 | G.S. Warriors | Referto 1 - Referto 2 - Referto 3 - Referto 4, Referto 5 - Referto 6 |
| Golden State Warriors 116 Los Angeles Lakers 132 Golden State Warriors 124 Los Angeles Lakers 129 Los Angeles Lakers 121 Golden State Warriors 109 Punti 106 Los Angeles Lakers 100 Golden State Warriors 109 Los Angeles Lakers 109 Golden State Warriors 109 Golden State Warriors 114 Los Angeles Lakers |             | |               |                                                                      |
| |             | |               |                                                                      |
| Golden State Warriors 116 Los Angeles Lakers 132 Golden State Warriors 124 Los Angeles Lakers 129 Los Angeles Lakers 121 Golden State Warriors 109 | Punti       | 106 Los Angeles Lakers 100 Golden State Warriors 109 Los Angeles Lakers 109 Golden State Warriors 109 Golden State Warriors 114 Los Angeles Lakers |               |                                                                      |

PRECEDENTI NEI PLAYOFF
|  | L.A. Lakers (1968, 1969, 1973, 1977) | 4 – 1 | G.S. Warriors (1967) |  |

#### (6) Houston Rockets - (7) Seattle SuperSonics
RISULTATO FINALE: 2-4
| Arbitri: | Hugh Evans Dick Bavetta Bill Saar |

|                |          |               |
| H. Olajuwon 28 | Punti    | D. Ellis 34   |
| R. McCray 8    | Assist   | N. McMillan 8 |
| H. Olajuwon 16 | Rimbalzi | T. Chambers 9 |

| Arbitri: | Earl Strom Paul Mihalak Tommy Nunez Sr. |

|                            |          |              |
| H. Olajuwon 27             | Punti    | D. Ellis 30  |
| A. Leavell, R. McCray 8    | Assist   | E. Johnson 8 |
| H. Olajuwon, R. Sampson 13 | Rimbalzi | D. Ellis 9   |

| Seattle 7 maggio 1987 Gara 3                                                                                      | Seattle S.Sonics | 84 – 102 (20-29, 13-27, 24-19, 27-27) referto | Houston Rockets | Hec Edmundson Pavilion (14.587 spett.) |
| T. Chambers 24 Punti H. Olajuwon 33 N. McMillan , D. Young 4 Assist R. Reid 9 D. Ellis 10 Rimbalzi H. Olajuwon 11 |                  |                                               |                 |                                        |
| |                  |                                               |                 |                                        |
| T. Chambers 24 | Punti            | H. Olajuwon 33                                |                 |                                        |
| N. McMillan, D. Young 4                                                                                           | Assist           | R. Reid 9                                     |                 |                                        |
| D. Ellis 10 | Rimbalzi         | H. Olajuwon 11                                |                 |                                        |

| Arbitri: | John Vanak Darell Garretson Bill Oakes |

|                |          |                           |
| T. Chambers 38 | Punti    | R. McCray, H. Olajuwon 20 |
| N. McMillan 10 | Assist   | A. Leavell 5              |
| A. Lister 17   | Rimbalzi | R. McCray 9               |

| Arbitri: | Jess Kersey Joey Crawford Dick Bavetta |

|                |          |               |
| H. Olajuwon 26 | Punti    | D. Ellis 27   |
| R. McCray 11   | Assist   | E. Johnson 6  |
| R. McCray 10   | Rimbalzi | T. Chambers 9 |

| Arbitri: | Ed T. Rush Hugh Evans Hue Hollins |

|                |          |                |
| T. Chambers 37 | Punti    | H. Olajuwon 49 |
| N. McMillan 16 | Assist   | R. Reid 12     |
| X. McDaniel 12 | Rimbalzi | H. Olajuwon 25 |

PRECEDENTI IN REGULAR SEASON
| Regular Season 1986-87 | Houston Rockets | 1 – 4 | Seattle S.Sonics | Referto 1 - Referto 2 - Referto 3 - Referto 4, Referto 5 |
| Houston Rockets 80 Seattle SuperSonics 114 Houston Rockets 138 Seattle SuperSonics 118 Houston Rockets 127 Punti 136 Seattle SuperSonics 100 Houston Rockets 114 Seattle SuperSonics 115 Houston Rockets 136 Seattle SuperSonics (2 t.s.) |                 | |                  |                                                          |
| |                 | |                  |                                                          |
| Houston Rockets 80 Seattle SuperSonics 114 Houston Rockets 138 Seattle SuperSonics 118 Houston Rockets 127 | Punti           | 136 Seattle SuperSonics 100 Houston Rockets 114 Seattle SuperSonics 115 Houston Rockets 136 Seattle SuperSonics (2 t.s.) |                  |                                                          |

PRECEDENTI NEI PLAYOFF
|  | Houston Rockets | 0 – 1 | Seattle S.Sonics (1982) |  |

### Finale

#### (1) Los Angeles Lakers - (7) Seattle SuperSonics
RISULTATO FINALE: 4-0
| Arbitri: | Jack Madden Mike Mathis Ed Middleton |

|               |          |                           |
| J. Worthy 27  | Punti    | T. Chambers 28            |
| M. Johnson 11 | Assist   | N. McMillan 8             |
| M. Johnson 7  | Rimbalzi | A. Lister, X. McDaniel 10 |

| Inglewood 19 maggio 1987 Gara 2                                                                         | L.A. Lakers | 112 – 104 (32-29, 24-26, 27-22, 29-27) referto | Seattle S.Sonics | The Forum (17.505 spett.) |
| J. Worthy 30 Punti D. Ellis 22 M. Johnson 10 Assist N. McMillan 7 A. C. Green 14 Rimbalzi X. McDaniel 8 |             |                                                |                  |                           |
| |             |                                                |                  |                           |
| J. Worthy 30                                                                                            | Punti       | D. Ellis 22                                    |                  |                           |
| M. Johnson 10                                                                                           | Assist      | N. McMillan 7                                  |                  |                           |
| A. C. Green 14                                                                                          | Rimbalzi    | X. McDaniel 8                                  |                  |                           |

| Arbitri: | Jess Kersey Paul Mihalak John Vanak |

|                |          |                    |
| X. McDaniel 42 | Punti    | J. Worthy 39       |
| N. McMillan 15 | Assist   | M. Johnson 11      |
| X. McDaniel 10 | Rimbalzi | K. Abdul-Jabbar 10 |

| Arbitri: | Ed T. Rush Joey Crawford |

|                |          |               |
| T. Chambers 20 | Punti    | J. Worthy 26  |
| K. Williams 5  | Assist   | M. Johnson 12 |
| A. Lister 20   | Rimbalzi | A. Green 9    |

PRECEDENTI IN REGULAR SEASON
| Regular Season 1986-87 | L.A. Lakers | 4 – 2 | Seattle S.Sonics | Referto 1 - Referto 2 - Referto 3 - Referto 4, Referto 5 - Referto 6 |
| Seattle SuperSonics 96 Los Angeles Lakers 122 Seattle SuperSonics 125 Los Angeles Lakers 138 Seattle SuperSonics 114 Los Angeles Lakers 104 Punti 110 Los Angeles Lakers 97 Seattle SuperSonics 101 Los Angeles Lakers 124 Seattle SuperSonics 117 Los Angeles Lakers 110 Seattle SuperSonics |             | |                  |                                                                      |
| |             | |                  |                                                                      |
| Seattle SuperSonics 96 Los Angeles Lakers 122 Seattle SuperSonics 125 Los Angeles Lakers 138 Seattle SuperSonics 114 Los Angeles Lakers 104 | Punti       | 110 Los Angeles Lakers 97 Seattle SuperSonics 101 Los Angeles Lakers 124 Seattle SuperSonics 117 Los Angeles Lakers 110 Seattle SuperSonics |                  |                                                                      |

PRECEDENTI NEI PLAYOFF
|  | L.A. Lakers (1980) | 1 – 2 | Seattle S.Sonics (1978, 1979) |  |

## NBA Finals 1987

### Los Angeles Lakers - Boston Celtics
RISULTATO FINALE
|  | L.A. Lakers | 4 – 2 | Boston Celtics |  |

PRECEDENTI IN REGULAR SEASON
| Regular Season 1986-87                                                                    | L.A. Lakers | 2 – 0                                     | Boston Celtics | Referto 1 - Referto 2 |
| Boston Celtics 110 Los Angeles Lakers 106 Punti 117 Los Angeles Lakers 103 Boston Celtics |             |                                           |                |                       |
|                                                                                           |             |                                           |                |                       |
| Boston Celtics 110 Los Angeles Lakers 106                                                 | Punti       | 117 Los Angeles Lakers 103 Boston Celtics |                |                       |

PRECEDENTI NEI PLAYOFF
|  | L.A. Lakers (1985) | 1 – 8 | Boston Celtics (1959, 1962, 1963, 1965, 1966, 1968, 1969, 1984) |  |

#### Roster
| \| Pos. \| Num. \| Naz. \| Nome \| Altezza \| Peso \| Data nascita \| Provenienza \| \| ---- \| ---- \| ---- \| ------------------------ \| ------- \| ------ \| ------------ \| -------------- \| \| C \| 33 \| \| Abdul-Jabbar, Kareem (C) \| 218 cm \| 102 kg \| 16-04-1947 \| UCLA \| \| G/AP \| 24 \| \| Branch, Adrian \| 201 cm \| 84 kg \| 17-11-1963 \| Maryland \| \| G/AP \| 21 \| \| Cooper, Michael \| 196 cm \| 77 kg \| 15-04-1956 \| New Mexico \| \| A/C \| 45 \| \| Green, A. C. \| 206 cm \| 100 kg \| 04-10-1963 \| Oregon State \| \| G/AP \| 32 \| \| Johnson, Magic \| 206 cm \| 98 kg \| 14-08-1959 \| Michigan State \| \| G \| 1 \| \| Matthews, Wes \| 185 cm \| 77 kg \| 24-08-1959 \| Wisconsin \| \| A \| 31 \| \| Rambis, Kurt \| 203 cm \| 97 kg \| 25-02-1958 \| Santa Clara \| \| G \| 4 \| \| Scott, Byron \| 191 cm \| 88 kg \| 28-03-1961 \| Arizona State \| \| C \| 52 \| \| Smrek, Mike \| 213 cm \| 113 kg \| 31-08-1962 \| Canisius \| \| A \| 55 \| \| Thompson, Billy \| 201 cm \| 88 kg \| 01-12-1963 \| Louisville \| \| A/C \| 43 \| \| Thompson, Mychal \| 208 cm \| 103 kg \| 30-01-1955 \| Minnesota \| \| A/C \| 42 \| \| Worthy, James \| 206 cm \| 102 kg \| 27-02-1961 \| North Carolina \| | Allenatore - Pat Riley Assistente/i - Bill Bertka - Randy Pfund Legenda - (C) Capitano - (FA) Free agent - (S) Sospeso - (TW) Contratto Two-way - (GL) Assegnato a squadra G League affiliata - Infortunato Roster • Transazioni · Ultima transazione: 30 giugno 1987 |                        |                          |         |        |              |                |
| Pos. | Num. | Naz.                   | Nome                     | Altezza | Peso   | Data nascita | Provenienza    |
| C | 33 | Stati Uniti (bandiera) | Abdul-Jabbar, Kareem (C) | 218 cm  | 102 kg | 16-04-1947   | UCLA           |
| G/AP | 24 | Stati Uniti (bandiera) | Branch, Adrian           | 201 cm  | 84 kg  | 17-11-1963   | Maryland       |
| G/AP | 21 | Stati Uniti (bandiera) | Cooper, Michael          | 196 cm  | 77 kg  | 15-04-1956   | New Mexico     |
| A/C | 45 | Stati Uniti (bandiera) | Green, A. C.             | 206 cm  | 100 kg | 04-10-1963   | Oregon State   |
| G/AP | 32 | Stati Uniti (bandiera) | Johnson, Magic           | 206 cm  | 98 kg  | 14-08-1959   | Michigan State |
| G | 1 | Stati Uniti (bandiera) | Matthews, Wes            | 185 cm  | 77 kg  | 24-08-1959   | Wisconsin      |
| A | 31 | Stati Uniti (bandiera) | Rambis, Kurt             | 203 cm  | 97 kg  | 25-02-1958   | Santa Clara    |
| G | 4 | Stati Uniti (bandiera) | Scott, Byron             | 191 cm  | 88 kg  | 28-03-1961   | Arizona State  |
| C | 52 | Canada (bandiera)      | Smrek, Mike              | 213 cm  | 113 kg | 31-08-1962   | Canisius       |
| A | 55 | Stati Uniti (bandiera) | Thompson, Billy          | 201 cm  | 88 kg  | 01-12-1963   | Louisville     |
| A/C | 43 | Bahamas (bandiera)     | Thompson, Mychal         | 208 cm  | 103 kg | 30-01-1955   | Minnesota      |
| A/C | 42 | Stati Uniti (bandiera) | Worthy, James            | 206 cm  | 102 kg | 27-02-1961   | North Carolina |

| \| Pos. \| Num. \| Naz. \| Nome \| Altezza \| Peso \| Data nascita \| Provenienza \| \| ---- \| ---- \| ---- \| --------------- \| ------- \| ------ \| ------------ \| ------------------------------ \| \| G/AP \| 44 \| \| Ainge, Danny \| 193 cm \| 79 kg \| 17-03-1959 \| Brigham Young \| \| A \| 33 \| \| Bird, Larry (C) \| 206 cm \| 100 kg \| 07-12-1956 \| Indiana State \| \| G \| 34 \| \| Carlisle, Rick \| 196 cm \| 95 kg \| 27-10-1959 \| Virginia \| \| G/AP \| 20 \| \| Daye, Darren \| 203 cm \| 100 kg \| 30-11-1960 \| UCLA \| \| G \| 43 \| \| Henry, Conner \| 201 cm \| 88 kg \| 21-07-1963 \| UC Santa Barbara \| \| G \| 3 \| \| Johnson, Dennis \| 193 cm \| 84 kg \| 18-09-1954 \| Pepperdine \| \| C \| 50 \| \| Kite, Greg \| 211 cm \| 113 kg \| 05-08-1961 \| Brigham Young \| \| A/C \| 32 \| \| McHale, Kevin \| 208 cm \| 95 kg \| 19-12-1957 \| Minnesota \| \| C \| 0 \| \| Parish, Robert \| 213 cm \| 104 kg \| 30-08-1953 \| Centenary College of Louisiana \| \| A/C \| 31 \| \| Roberts, Fred \| 208 cm \| 99 kg \| 10-08-1960 \| Brigham Young \| \| G \| 12 \| \| Sichting, Jerry \| 185 cm \| 76 kg \| 29-11-1956 \| Purdue \| \| G \| 11 \| \| Vincent, Sam \| 188 cm \| 84 kg \| 18-05-1963 \| Michigan State \| \| C \| 5 \| \| Walton, Bill \| 211 cm \| 107 kg \| 05-11-1952 \| UCLA \| \| G/AP \| 8 \| \| Wedman, Scott \| 201 cm \| 98 kg \| 29-07-1952 \| Colorado \| | Allenatore - K.C. Jones Assistente/i - Jimmy Rodgers - Chris Ford Legenda - (C) Capitano - (FA) Free agent - (S) Sospeso - (TW) Contratto Two-way - (GL) Assegnato a squadra G League affiliata - Infortunato Roster • Transazioni · Ultima transazione: 22 giugno 1987 |                        |                 |         |        |              |                                |
| Pos. | Num. | Naz.                   | Nome            | Altezza | Peso   | Data nascita | Provenienza                    |
| G/AP | 44 | Stati Uniti (bandiera) | Ainge, Danny    | 193 cm  | 79 kg  | 17-03-1959   | Brigham Young                  |
| A | 33 | Stati Uniti (bandiera) | Bird, Larry (C) | 206 cm  | 100 kg | 07-12-1956   | Indiana State                  |
| G | 34 | Stati Uniti (bandiera) | Carlisle, Rick  | 196 cm  | 95 kg  | 27-10-1959   | Virginia                       |
| G/AP | 20 | Stati Uniti (bandiera) | Daye, Darren    | 203 cm  | 100 kg | 30-11-1960   | UCLA                           |
| G | 43 | Stati Uniti (bandiera) | Henry, Conner   | 201 cm  | 88 kg  | 21-07-1963   | UC Santa Barbara               |
| G | 3 | Stati Uniti (bandiera) | Johnson, Dennis | 193 cm  | 84 kg  | 18-09-1954   | Pepperdine                     |
| C | 50 | Stati Uniti (bandiera) | Kite, Greg      | 211 cm  | 113 kg | 05-08-1961   | Brigham Young                  |
| A/C | 32 | Stati Uniti (bandiera) | McHale, Kevin   | 208 cm  | 95 kg  | 19-12-1957   | Minnesota                      |
| C | 0 | Stati Uniti (bandiera) | Parish, Robert  | 213 cm  | 104 kg | 30-08-1953   | Centenary College of Louisiana |
| A/C | 31 | Stati Uniti (bandiera) | Roberts, Fred   | 208 cm  | 99 kg  | 10-08-1960   | Brigham Young                  |
| G | 12 | Stati Uniti (bandiera) | Sichting, Jerry | 185 cm  | 76 kg  | 29-11-1956   | Purdue                         |
| G | 11 | Stati Uniti (bandiera) | Vincent, Sam    | 188 cm  | 84 kg  | 18-05-1963   | Michigan State                 |
| C | 5 | Stati Uniti (bandiera) | Walton, Bill    | 211 cm  | 107 kg | 05-11-1952   | UCLA                           |
| G/AP | 8 | Stati Uniti (bandiera) | Wedman, Scott   | 201 cm  | 98 kg  | 29-07-1952   | Colorado                       |

#### Risultati
| Arbitri: | Jake O'Donnell Hugh Evans |

|                                                                                                 |            |                                                                                              |
| J. Worthy 33                                                                                    | Punti      | L. Bird 32                                                                                   |
| M. Johnson 13                                                                                   | Assist     | D. Johnson 13                                                                                |
| K. Abdul-Jabbar 10                                                                              | Rimbalzi   | L. Bird 7                                                                                    |
| Abdul-Jabbar, Green, Johnson, Scott, Worthy (Branch, Cooper, Matthews, Rambis, Smrek, Thompson) | Formazioni | Ainge, Bird, Johnson, McHale, Parish (Daye, Henry, Kite, Roberts, Sichting, Vincent, Walton) |

| Arbitri: | Ed T. Rush Jack Madden |

|                                                                                                 |            |                                                                                              |
| B. Scott 24                                                                                     | Punti      | L. Bird 23                                                                                   |
| M. Johnson 20                                                                                   | Assist     | D. Johnson 9                                                                                 |
| M. Johnson, K. Rambis 5                                                                         | Rimbalzi   | R. Parish 14                                                                                 |
| Abdul-Jabbar, Green, Johnson, Scott, Worthy (Branch, Cooper, Matthews, Rambis, Smrek, Thompson) | Formazioni | Ainge, Bird, Johnson, McHale, Parish (Daye, Henry, Kite, Roberts, Sichting, Vincent, Walton) |

| Arbitri: | Darell Garretson Joey Crawford |

|                                                                              |            |                                                                        |
| L. Bird 30                                                                   | Punti      | M. Johnson 32                                                          |
| K. McHale, D. Ainge 5                                                        | Assist     | M. Johnson 9                                                           |
| L. Bird 12                                                                   | Rimbalzi   | M. Johnson 11                                                          |
| Ainge, Bird, Johnson, McHale, Parish (Daye, Kite, Roberts, Sichting, Walton) | Formazioni | Abdul-Jabbar, Green, Johnson, Scott, Worthy (Cooper, Rambis, Thompson) |

| Arbitri: | Earl Strom Hugh Evans |

|                                                             |            |                                                                        |
| K. McHale 25                                                | Punti      | M. Johnson 29                                                          |
| D. Johnson 14                                               | Assist     | M. Johnson, M. Cooper 5                                                |
| K. McHale 13                                                | Rimbalzi   | K. Abdul-Jabbar 9                                                      |
| Ainge, Bird, Johnson, McHale, Parish (Daye, Kite, Sichting) | Formazioni | Abdul-Jabbar, Green, Johnson, Scott, Worthy (Cooper, Rambis, Thompson) |

| Arbitri: | Jake O'Donnell Ed T. Rush |

|                                                                                              |            |                                                                                                 |
| D. Johnson 25                                                                                | Punti      | M. Johnson 29                                                                                   |
| D. Johnson 11                                                                                | Assist     | M. Johnson 12                                                                                   |
| K. McHale 14                                                                                 | Rimbalzi   | M. Johnson 8                                                                                    |
| Ainge, Bird, Johnson, McHale, Parish (Daye, Henry, Kite, Roberts, Sichting, Vincent, Walton) | Formazioni | Abdul-Jabbar, Green, Johnson, Scott, Worthy (Branch, Cooper, Matthews, Rambis, Smrek, Thompson) |

| Arbitri: | Darell Garretson Joey Crawford |

|                                                                                                 |            |                                                                                              |
| K. Abdul-Jabbar 32                                                                              | Punti      | D. Johnson 33                                                                                |
| M. Johnson 19                                                                                   | Assist     | D. Ainge 6                                                                                   |
| M. Thompson 9                                                                                   | Rimbalzi   | D. Johnson, K. McHale 10                                                                     |
| Abdul-Jabbar, Green, Johnson, Scott, Worthy (Branch, Cooper, Matthews, Rambis, Smrek, Thompson) | Formazioni | Ainge, Bird, Johnson, McHale, Parish (Daye, Henry, Kite, Roberts, Sichting, Vincent, Walton) |

| Campione NBA 1987             |
| ----------------------------- |
| Los Angeles Lakers 10º titolo |

#### Hall of famer
| NBA Finals | Atleta              | Squadra        | Anno |            |
| ---------- | ------------------- | -------------- | ---- | ---------- |
| Giocatore  | Kareem Abdul-Jabbar | L.A. Lakers    | 1995 | Giocatore  |
| Giocatore  | Magic Johnson       | L.A. Lakers    | 2002 | Giocatore  |
| Giocatore  | James Worthy        | L.A. Lakers    | 2003 | Giocatore  |
| Giocatore  | Michael Cooper      | L.A. Lakers    | 2024 | Giocatore  |
| Allenatore | Pat Riley           | L.A. Lakers    | 2008 | Allenatore |
| Giocatore  | Larry Bird          | Boston Celtics | 1998 | Giocatore  |
| Giocatore  | Dennis Johnson      | Boston Celtics | 2010 | Giocatore  |
| Giocatore  | Kevin McHale        | Boston Celtics | 1999 | Giocatore  |
| Giocatore  | Robert Parish       | Boston Celtics | 2003 | Giocatore  |
| Giocatore  | Bill Walton         | Boston Celtics | 1993 | Giocatore  |
| Allenatore | K.C. Jones          | Boston Celtics | 1989 | Giocatore  |

#### MVP delle Finali
- #32 Magic Johnson, Los Angeles Lakers.

## Squadra vincitrice

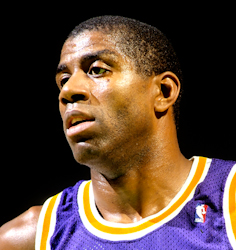
1. 32 Magic Johnson, Los Angeles Lakers.

| N° | Naz.                   | Ruolo | Sportivo            |  | Alt. |  |
| -- | ---------------------- | ----- | ------------------- |  | ---- |  |
| 1  | Stati Uniti (bandiera) | P     | Wes Matthews        |  | 185  |  |
| 4  | Stati Uniti (bandiera) | G     | Byron Scott         |  | 191  |  |
| 21 | Stati Uniti (bandiera) | G     | Michael Cooper      |  | 196  |  |
| 24 | Stati Uniti (bandiera) | G     | Adrian Branch       |  | 201  |  |
| 31 | Stati Uniti (bandiera) | AG    | Kurt Rambis         |  | 203  |  |
| 32 | Stati Uniti (bandiera) | P     | Magic Johnson       |  | 206  |  |
| 33 | Stati Uniti (bandiera) | C     | Kareem Abdul-Jabbar |  | 218  |  |
| 42 | Stati Uniti (bandiera) | AP    | James Worthy        |  | 206  |  |
| 43 | Bahamas (bandiera)     | C     | Mychal Thompson     |  | 208  |  |
| 45 | Stati Uniti (bandiera) | AG    | A.C. Green          |  | 206  |  |
| 52 | Canada (bandiera)      | C     | Mike Smrek          |  | 214  |  |
| 55 | Stati Uniti (bandiera) | AP    | Billy Thompson      |  | 198  |  |
|    | Stati Uniti (bandiera) | All.  | Pat Riley           |  |      |  |

## Statistiche
Aggiornate al 30 giugno 2021.
| Categoria | Singola prestazione | Singola prestazione | Singola prestazione | Media          | Media         | Media | Media |
| Categoria | Giocatore           | Squadra             | Max                 | Giocatore      | Squadra       | Media | PG    |
| --------- | ------------------- | ------------------- | ------------------- | -------------- | ------------- | ----- | ----- |
| Punti     | Sleepy Floyd        | G.S. Warriors       | 51                  | Michael Jordan | Chicago Bulls | 35,7  | 3     |
| Rimbalzi  | Hakeem Olajuwon     | Houston Rockets     | 25                  | Larry Smith    | G.S. Warriors | 13,7  | 10    |
| Assist    | Magic Johnson       | L.A. Lakers         | 20                  | Magic Johnson  | L.A. Lakers   | 12,2  | 18    |